# Haploniscus bicuspis
Haploniscus bicuspis is een pissebed uit de familie Haploniscidae. De wetenschappelijke naam van de soort is voor het eerst geldig gepubliceerd in 1877 door Georg Ossian Sars.
Sars gaf oorspronkelijk de wetenschappelijke naam Nannoniscus bicuspis aan deze pissebeddensoort. Harriet Richardson duidde in 1908 deze soort aan als de typesoort van het nieuwe geslacht Haploniscus. Sars had in 1899 zelf al toegegeven dat de soort eigenlijk niet tot Nannoniscus behoorde, maar had ze toch niet in een apart geslacht ingedeeld.